# طائرة ثلاثية المحركات

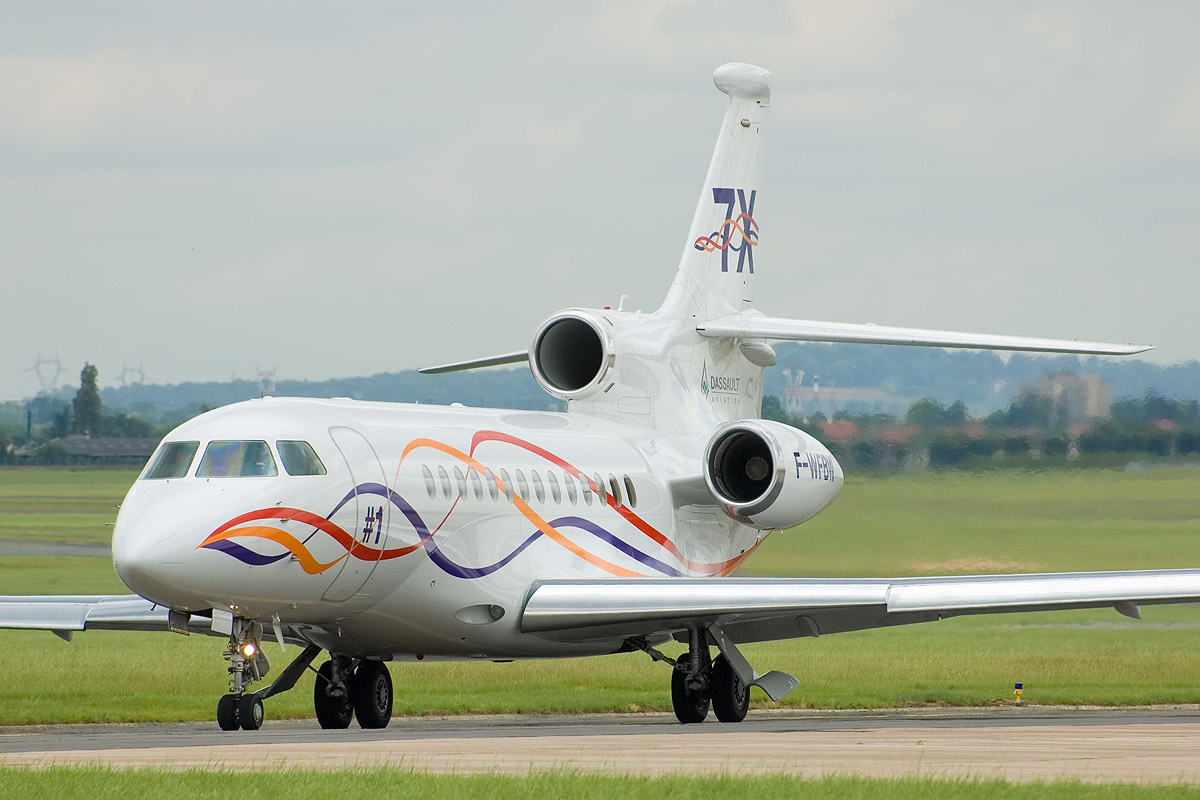

الطائرة ثلاثية المحركات أو تريجيت (بالإنجليزية: Trijet)‏، هي طائرة نفاثة ذو ثلاثة محركات، فالتصميم البدائي للطائرات ثنائية المحركات جعلها مقيدة من طرف إدارة الطيران الفيدرالية بمدة 60 دقيقة، و بهذا كان مسار الطائرات الثنائية المحركات مقيد بمدة طيران لا تزيد عن 60 دقيقة عن أقرب مطار، في حالة توقف المحرك.
في عام 1964 خفت قيود هذه القاعد بالنسبة للطائرات الثلاثية المحركات بما أنها تمتلك هامش سلامة جيد، وذلك أدى إلى ثورة في تصاميم الطائرات ثلاثية المحركات، فأصبحت في الثمانينيات الطائرات الأكثر شعبية من ناحية التصميم.